# Nonsense

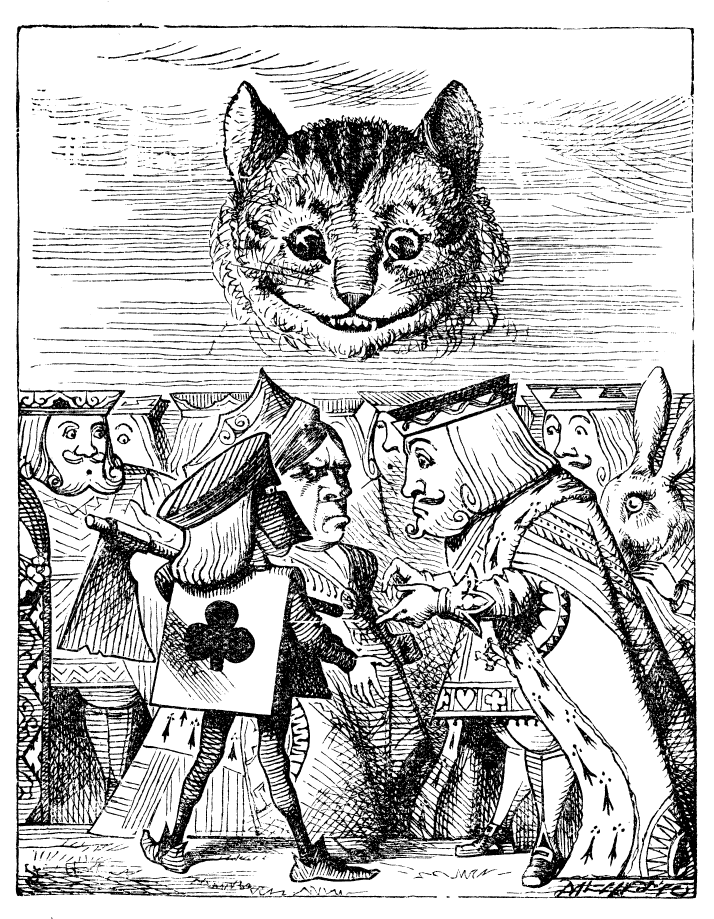
Gravura retirada de Alice no país das maravilhas

Nonsense ("sem sentido" em inglês) é uma expressão inglesa que denota algo sem sentido, nexo, lógica ou coerência.
A expressão é frequentemente utilizada para denotar um estilo característico de humor perturbado e sem sentido, que pode aparecer em diversas artes.
Nas artes literárias, o nonsense encontra como autores Lewis Carroll e Edward Lear, ambos ingleses.
Lewis Carroll, pseudônimo de Charles Lutwidge Dodgson, é famoso não apenas pelos livros nonsense ("Alice no país das maravilhas" e "Alice através do espelho") mas também pelos seus desafios matemáticos que parecem se contrapor à lógica. É importante ressaltar suas poesias de caráter surreal tais qual "O tagarelão". Naturalmente, isto implica dizer que o surrealismo, bem como o dadaísmo, explora o nonsense.
Já Edward Lear publicou três livros de poemas: Nonsense songs, stories, Botany and alphabets, More nonsense pictures, Rhymes, Botany  etc. e Laughable lyrics.